# Van Dammeho memoriál 2016
Memoriál Van Dammeho 2016 byl lehkoatletický mítink, který se konal 9. září 2016 v belgickém městě Bruselu. Byl součástí série mítinků Diamantové ligy 2016.

## Výsledky
- Archiv výsledků zde [1]

### Muži
| Disciplína             | 1. místo                  | 2. místo                      | 3. místo                            |
| Běh na 200 m           | Julian Forte 19,97        | Adam Gemili 19,97             | Churandy Martina 19,98              |
| Běh na 400 m           | Luguelín Santos 45,02     | Jonathan Borlée 45,55         | Dylan Borlée 45,61                  |
| Běh na 800 m           | Adam Kszczot 1:44,36      | Kipyegon Bett 1:44,44         | Amel Tuka 1:44,54                   |
| Běh na 1500 m          | Timothy Cheruiyot 3:31,34 | Abdalaati Iguider 3:31,40     | Asbel Kipruto Kiprop 3:31,87        |
| Běh na 3000 m překážek | Conseslus Kipruto 8:03,74 | Evan Jager 8:04,01            | Mahiedine Mekhissi-Benabbad 8:08,15 |
| Běh na 110 m překážek  | Orlando Ortega 13,08      | Pascal Martinot-Lagarde 13,12 | Wilhem Belocian 13,32               |
| Skok vysoký            | Erik Kynard 232 cm        | Mutaz Essa Baršim 232 cm      | Robert Grabarz 232 cm               |
| Skok daleký            | Luvo Manyonga 848 cm      | Fabrice Lapierre 817 cm       | Jarrion Lawson 804 cm               |
| Hod diskem             | Daniel Ståhl 65,78 m      | Piotr Małachowski 65,27 m     | Lukas Weißhaidinger 64,73 m         |

### Ženy
| Disciplína            | 1. místo                     | 2. místo                     | 3. místo                      |
| Běh na 100 m          | Elaine Thompsonová 10,72     | Dafne Schippersová 10,97     | Christania Williamsová 11,09  |
| Běh na 400 m          | Caster Semenyaová 50,40      | Courtney Okolová 50,51       | Stephenie Ann McPherson 50,51 |
| Běh na 5000 m         | Almaz Ayanaová 14:18,89      | Hellen Obiriová 14:25,78     | Senbere Teferiová 14:29,82    |
| Běh na 100 m překážek | Jasmin Stowersová 12,78      | Anne Zagré 12,82             | Nadine Hildebrand 12,83       |
| Běh na 400 m překážek | Cassandra Tate 54,47         | Sara Petersenová 54,60       | Kaliese Spencerová 55,05      |
| Skok o tyči           | Sandi Morrisová 500 cm       | Katerina Stefanidiová 476 cm | Nicole Büchlerová 458 cm      |
| Skok vysoký           | Nafissatou Thiamová 193 cm   | Levern Spencerová 193 cm     | Inika McPhersonová 193 cm     |
| Trojskok              | Caterine Ibargüenová 14,66 m | Olga Rypakovová 14,41 m      | Patrícia Mamonaová 14,16 m    |
| Vrh kouli             | Michelle Carterová 19,98 m   | Valerie Adamsová 19,57 m     | Anita Mártonová 19,11 m       |
| Hod oštěpem           | Madara Palameika 66,18 m     | Barbora Špotáková 63,78 m    | Kara Wingerová 61,86 m        |